# Athertonia diversifolia
Athertonia diversifolia ist ein Baum in der Familie der Silberbaumgewächse aus dem nordöstlichen Australien. Es ist die einzige Art der Gattung Athertonia.

## Beschreibung
Athertonia diversifolia wächst als immergrüner Baum bis zu 30 Meter hoch. Die Zweige sind rostig behaart.
Die einfachen, kurz gestielten Laubblätter sind wechselständig und dimorph. Der Blattstiel ist bis 3 Zentimeter lang. Die Blätter sind im Umriss eiförmig, -lanzettlich bis verkehrt-eiförmig, -eilanzettlich und leicht rostig behaart bis kahl. Die jungen Blätter sind ganz und gesägt, die mittel-alterlichen sind gelappt bis gespalten und gesägt mit spitzen bis abgerundeten Lappen, die älteren, spitzen bis zugespitzten oder abgerundeten sind wieder ganz und gesägt oder spitziggesägt bis ganzrandig. Die mittel-alterlichen Blätter sind bis zu 80 Zentimeter lang und bis 35 Zentimeter breit, die älteren bis 37 Zentimeter lang und bis 13 Zentimeter breit. Bevor die Blätter abfallen werden sie orange und dann schwarz.
Die Blüten erscheinen paarig in achsel- oder endständigen sowie astblütigen, ramifloren, oft hängenden, traubigen und zylindrischen bis 34 Zentimeter langen, kurz rostig behaarten, gestielten Blütenständen. Die zwittrigen und kurz gestielten, cremefarbenen bis grünlichen, vierzähligen, duftenden Blüten sind mit einfacher Blütenhülle. Es sind kleine Tragblätter vorhanden. Die 4 kurzen Staubblätter sind innen, oben auf den mehr oder weniger rostig behaarten, bis etwa 2 Zentimeter langen, 4 linealischen, ausgebogenen Tepalen angeheftet. Der Pollen wird bei noch geschlossener Blüte entleert und die Staubblätter rollen dann, mit den öffnenden Tepalen zurück (sekundäre Pollenpräsentation). Der oberständige Fruchtknoten ist kahl, mit einem langen Griffel mit einem ellipsoiden Griffelkopf (Pollenpresenter) mit der Narbe an der Spitze. Es sind 4 Nektardrüsen vorhanden.
Es werden bläuliche bis violettliche, teils „bereifte“, bis 2,5–4 Zentimeter große Steinfrüchte gebildet. Der dickschalige, harte und etwas abgeflachte Steinkern (Nuss) ist grubig.

## Taxonomie
Die Erstbeschreibung des Basionyms Helicia diversifolia erfolgte 1918 durch Cyril Tenison White in  Bot. Bull. Dept. Agric. Queensland 20: 18. Die Umteilung in die neu aufgestellte Gattung Athertonia erfolgte 1975 durch Lawrence Alexander Sidney Johnson und Barbara Gillian Briggs in Bot. J. Linn. Soc. 70: 176. Ein weiteres Synonym ist Hicksbeachia diversifolia (C.T.White) Sleumer. Der Gattungsname Athertonia wurde nach den Atherton Tablelands gebildet, die ihrerseits nach dem englisch-australischen Pionier John Atherton (1837–1913) benannt sind.

## Verwendung
Die Samen bzw. Kerne sind essbar und schmecken ähnlich wie Macadamianüsse.